# Big Trout Lake (Ontario)
Der Big Trout Lake (wörtlich übersetzt: „großer Forellensee“) ist ein 624 km² großer See im Kenora District in der kanadischen Provinz Ontario. 

## Lage
Der Big Trout Lake befindet sich im Nordwesten von Ontario, 600 km nördlich von Thunder Bay. Die Gesamtfläche des Sees einschließlich Inseln beträgt 661 km². Am Ufer des Sees liegt die Gemeinde der Kitchenuhmaykoosib Inninuwug (Big Trout Lake First Nation). Das Einzugsgebiet umfasst 4350 km².
Der See wird vom Fawn River, einem Nebenfluss des Severn River, entwässert.